# Josef Doležal (hudebník)
Josef Doležal (6. prosince 1878, Budislav – 19. května 1961, Vysoké Mýto) byl český zpěvák a houslista.
Po absolvování učitelského ústavu v Hradci Králové se soukromě učil sólovému zpěvu u profesora Figara v Hradci Králové a vedle toho se zabýval i hrou na housle. Hru na housle studoval u slavného houslového pedagoga profesora Jana Buchteleho. U něho také vykonal i státní zkoušku na Pražské konzervatoři. Ve dvacátých letech minulého století přijal místo učitele a později i ředitele hudební školy ve Vysokém Mýtě a současně působil i na Vysokomýtském gymnáziu. Ve Vysokém Mýtě se staral o kulturní život ve městě a řídil místní sbor Otakar. Jeho divadelní hra Pohádka o Honzovi byla provedena více než stokrát po celé republice a některé části byly provedeny i v rozhlase. Je autorem ještě několika dalších skladeb zejména pro zpěv a klavír, které se ve své době těšily značné oblibě.